# Mnium sublimbatum
Mnium sublimbatum är en bladmossart som beskrevs av Harumi Ochi 1972. Mnium sublimbatum ingår i släktet stjärnmossor, och familjen Mniaceae. Inga underarter finns listade i Catalogue of Life.